# Protestes de la plaça de Tian'anmen de 1989

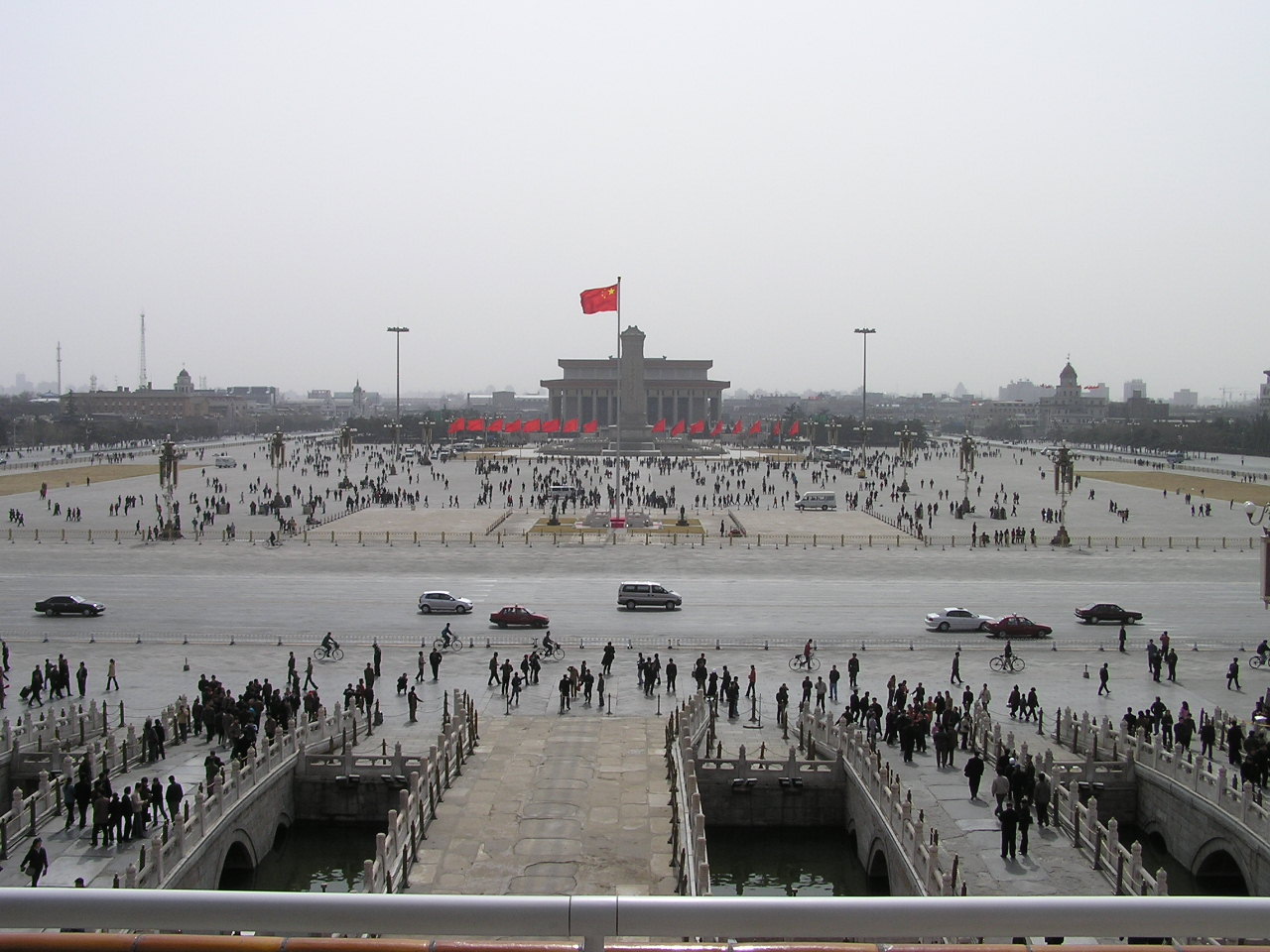
La plaça de Tian'anmen.

Les protestes de la plaça de Tian'anmen de 1989, també conegudes com la massacre de Tian'anmen, la revolta de Tian'anmen, els fets de la plaça de Tian'anmen o l'incident del 4 de juny, van consistir en una sèrie de manifestacions liderades per estudiants a la República Popular de la Xina que van tenir lloc entre el 15 d'abril i el 4 de juny de 1989. La protesta rep el nom del lloc on l'Exèrcit Popular d'Alliberament va ofegar la mobilització: la plaça de Tian'anmen de Pequín. L'esdeveniment que va iniciar les protestes va ser la defunció de Hu Yaobang.
Els manifestants provenien de diferents grups, des d'intel·lectuals que creien que el govern del Partit Comunista era massa repressiu i corrupte, a treballadors de la ciutat que creien que les reformes econòmiques a la Xina havien anat massa lluny i que la inflació i l'atur estaven amenaçant les seues formes de vida. Amb l'excepció de les capes agrícoles, representants de tots els sectors de la societat xinesa hi participaren, incloent-hi oficials del Partit Comunista.
Després de les protestes i les crides del Govern demanant la seua dissolució, es va produir dins el govern una divisió de criteri sobre com respondre als manifestants. La decisió presa va ser la de suprimir les protestes per la força, en lloc d'accedir a les seues reivindicacions. El 20 de maig, el Govern va declarar la llei marcial i en la nit del 3 de juny, va enviar els tancs i la infanteria de l'exèrcit a la plaça de Tian'anmen per a dissoldre la protesta. Les estimacions de les morts civils varien: 400-800 (CIA), 2600 (segons fonts no identificades de la Creu Roja Xinesa). El nombre de ferits s'estima entre 7.000 i 10.000. Després de la violència, el Govern va emprendre un gran nombre d'arrests per a suprimir als instigadors del moviment, va expulsar la premsa estrangera i va controlar estrictament la cobertura dels esdeveniments en la premsa xinesa. La cruel repressió de la protesta de la plaça de Tian'anmen va causar la condemna internacional de l'actuació del govern de la República Popular de la Xina.
En un dels últims dies d'aquestes protestes es va prendre la foto guanyadora del World Press Photo de 1989, en la qual es veu un jove opositor («l'home del tanc de Tiananmen») parat enmig d'una avinguda detenint una columna de tancs que circulava per la via.

## Rerefons
Des del 1978, Deng Xiaoping havia liderat una sèrie de reformes polítiques i econòmiques que comportaven l'establiment gradual d'una economia de mercat i certa liberalització política que distenia el sistema establert per Mao Zedong. Al principi de 1989, aquestes reformes polítiques i econòmiques havien portat dos grups socials cap a la insatisfacció amb el Govern.
El primer grup incloïa estudiants i intel·lectuals, els quals creien que les reformes no eren suficients i que la Xina necessitava reformar el seu sistema polític, atès que les reformes econòmiques només afectaven els grangers i als obrers de les fàbriques. A més a més, els ingressos dels intel·lectuals quedaven molt per darrere respecte als dels beneficiats per les reformes. Estaven descontents amb els controls polítics i socials que exercia el Partit Comunista de la Xina. Per afegiment, aquest grup coneixia la liberalització política empresa en la Unió Soviètica amb el nom de glàsnost duta a terme per Mikhaïl Gorbatxov. El segon grup estava constituït principalment per obrers industrials de les ciutats, que creien que les reformes havien anat massa lluny. Les reformes econòmiques havien començat a causar inflació i atur, el que, jutjaven, amenaçava les seues formes de vida. Des de mitjans de la dècada del 1980 s'hi havien produït diverses protestes estudiantils, però sempre a escala reduïda. Entre elles hi havia la de finals del 1986, que provocà, precisament, la destitució de Hu Yaobang.
El 1989, el principal suport del Govern estava constituït pels camperols rurals, que havien vist com els seus ingressos s'incrementaven considerablement durant la dècada del 1980 com a resultat de les reformes del Partit. No obstant això, aquest suport tenia una utilitat limitada perquè els camperols rurals estaven distribuïts al llarg de país, i van romandre desorganitzats i amb dificultats per a mobilitzar-se, en contrast amb els grups urbans, que estaven organitzats en escoles i unitats de treball.
L'esdeveniment que va encendre l'espurna de les protestes va ser la mort, per malaltia, de l'ex secretari general del Partit Comunista Xinès Hu Yaobang, que havia estat expulsat del govern per Deng Xiaoping el febrer de 1987. Hu era vist com un liberal, i la seua expulsió en resposta a les protestes estudiantils de finals del 1986 va ser vista com a injusta en determinats cercles. A més, la mort de Hu va permetre als ciutadans de la República Popular de la Xina expressar el seu descontentament amb els seus successors sense por de la repressió política, atès que hauria resultat estrany expulsar al poble del funeral d'un exsecretari General del Partit.

## Inici de les protestes
Les protestes van començar com menuts disturbis, en la forma d'oracions per Hu Yaobang i reivindicacions perquè el partit revisara la visió oficial de la figura de Hu. Les protestes van créixer després de les notícies d'enfrontaments amb la policia; els estudiants van creure que els mitjans de comunicació xinesos estaven distorsionant la naturalesa de les seues activitats, el que va incrementar el suport a la seua protesta. En el funeral de Hu, un gran grup d'estudiants es va trobar en la plaça de Tian'anmen i va demanar reunir-se amb el Primer Ministre Li Peng, àmpliament reconegut com el rival polític de Hu, petició que no va ser atesa. En conseqüència, els estudiants van fer una crida a la vaga en les universitats de Pequín. El 26 d'abril, un editorial en el Diari del Poble, després d'un discurs intern fet per Deng Xiaoping, va acusar els estudiants de crear aldarulls. El discurs va empipar els estudiants, i el 29 d'abril 50.000 estudiants van acudir a un dels carrers de Pequín, fent cas omís dels avisos dissuasius realitzats per les autoritats i van insistir en la retirada del que s'ha dit en el discurs.
En Pequín, la majoria d'estudiants de la ciutat va participar en les protestes amb el suport dels seus instructors i altres intel·lectuals. Els estudiants van rebutjar les associacions oficials d'estudiants controlades pel partit Comunista i van establir les seues pròpies associacions. Els estudiants es veien a si mateixos com patriotes xinesos, hereus del Moviment del Quatre de Maig per la «ciència i la democràcia» de 1919. Les protestes evocaven també els records de les protestes de la plaça de Tian'anmen del 1976 que van dur a l'expulsió de la Banda dels Quatre. Des dels seus orígens en el funeral de Hu Yaobang, considerat pels estudiants com un defensor de la democràcia, l'activitat estudiantil es va desenvolupar gradualment durant el curs de les seues protestes des de protestes contra la corrupció política fins a demandes de llibertat de premsa o la reforma del control sobre l'Estat per part del Partit Comunista de la Xina i de Deng Xiaoping, el líder xinès de facto. També es van realitzar alguns intents parcialment reeixits d'entrar en contacte amb estudiants i obrers d'altres ciutats.
Encara que les protestes inicials van ser dutes a terme per estudiantes i intel·lectuals que creien que les reformes de Deng Xiaoping no havien anat prou lluny i que la Xina necessitava reformar el seu sistema polític, prompte van atraure el suport dels treballadors urbans, que creien per la seua banda que les reformes havien anat massa lluny. Açò va ocórrer perquè els líders van enfocar les seues protestes en la corrupció, protesta que ambdós grups exercien en comú, i perquè els estudiants van ser capaços d'invocar arquetips xinesos en el seu benefici.
En contrast amb les protestes del 1987, que les van fer principalment estudiants i intel·lectuals, les protestes de 1989 van aconseguir un ampli suport dels treballadors urbans, alarmats per la inflació creixent i la corrupció. En Pequín van ser recolzades per una àmplia fracció de la ciutadania. En altres ciutats com Ürümchi, Xangai i Chongqing es van aconseguir percentatges similars de suport, i més tard en Hong Kong, Taiwan i les comunitats xineses d'Amèrica del Nord i Europa.

## Les protestes s'intensifiquen
A inicis de mes, els mitjans de comunicació, de titularitat pública, comencen a informar de les protestes, donant abast nacional als fets. Així, el 4 de maig, aproximadament 100.000 estudiants i obrers van marxar a Pequín demanant reformes per a la llibertat d'expressió i un diàleg formal entre les autoritats i els representants dels estudiants. El Govern va rebutjar la proposta de diàleg tal com se'ls presentava, mostrant-se, en canvi, disposats a parlar amb les organitzacions estudiantils oficials. El 13 de maig grans grups d'estudiants van ocupar la plaça de Tian'anmen i van emprendre una vaga de fam, demanant al Govern la retirada de l'acusació realitzada en l'editorial del Diari del Poble i que començaren les converses amb els representants triats pels estudiants. Centenars d'estudiants van seguir la vaga de fam i van rebre el suport d'uns altres milers d'estudiants i residents de Pequín, que van continuar les protestes durant tota la setmana.
Les protestes i les vagues van començar en moltes universitats d'altres ciutats, des d'on van viatjar molts estudiants a Pequín per a unir-se a les manifestacions. Generalment, les manifestacions en la plaça de Tian'anmen mantenien un cert ordre, amb marxes diàries d'estudiantes de diverses universitats de Pequín mostrant la seua solidaritat amb el boicot a les classes acadèmiques i amb el desenvolupament de les protestes. Els estudiants van cantar «La Internacional» en diverses manifestacions i van mostrar així mateix el seu suport al socialisme xinès ajudant a la policia a arrestar a tres homes de la província de Hunan que havien llançat tinta sobre un gran retrat de Mao que es trobava al nord de la plaça de Tian'anmen. Un d'aquests homes, Yu Dongyue, va estar en presó fins al 22 de febrer de 2006.
L'estratègia principal dels manifestants va consistir en una vaga de fam portada a terme per un nombre aproximat d'entre alguns centenars i un miler d'estudiants. Aquesta vaga va arribar gran ressonància entre el poble xinès. Encara que no es van observar vaguistes d'aspecte demacrat, una llegenda urbana xinesa, que persisteix en l'actualitat, diu que alguns d'ells van morir de fam.
Es van fer alguns intents parcialment satisfactoris per als propòsits dels manifestants amb l'objectiu de negociar amb els governants de la República Popular, que estaven prop, en els edificis centrals del Partit Comunista en Zhongnanhai. A causa de la visita de Mikhaïl Gorbatxov al maig, molts periodistes de mitjans de comunicació estrangers es van presentar a la Xina. La cobertura que van realitzar de les protestes va ser intensiva i generalment favorable als manifestants, però pessimista sobre les seues possibilitats d'assolir els seus objectius. Cap al final de les protestes, el 30 de maig, es va erigir una estàtua a la Deessa de la Democràcia en la plaça, esculpida pels estudiants de Belles Arts, que va constituir un símbol visual de la protesta per als televidents que seguien la cobertura de la premsa en tot el món.
El Buró Polític del Comitè Central del Partit Comunista de la Xina, juntament amb els ancians del partit (oficials del govern i del Partit ja retirats però que encara exercien influència política), albergaven, al principi, l'esperança que les protestes tindrien una vida curta o que reformes de caràcter cosmètic satisfarien als manifestants. Desitjaven evitar la violència tant com fora possible, i van confiar al principi en l'aparell del Partit per a persuadir als estudiants d'abandonar la protesta i tornar als seus estudis. Una barrera a l'acció efectiva va ser que el mateix líder del Govern, Zhao Ziyang, donava suport a moltes de les reivindicacions dels estudiants, especialment les relatives a la corrupció. No obstant això, els manifestants estaven compostos per grups diversos amb reivindicacions diverses, el que va dificultar aquestes primeres mesures. Fins i tot no estava clar amb qui havia de negociar el Govern, i quines eren les peticions dels diferents grups. La confusió i la indecisió entre els manifestants es van traduir així en confusió i indecisió del Govern. Els mitjans oficials també van mostrar aquesta indecisió en el Diari del Poble, alternant entre la simpatia amb els manifestants amb la seua denúncia.
En les altes esferes del lideratge del Partit, el secretari general Zhao Ziyang estava fortament a favor d'una aproximació suau als manifestants, mentre que Li Peng es va mostrar partidari de l'assetjament per la força. En última instància, la decisió de dissoldre les manifestacions per la força es va prendre per un grup d'ancians del Partit que veien la possibilitat d'abandó de l'Estat unipartidista com una tornada al caos de la Revolució Cultural. Encara que molts no tenien càrrec oficial, tenien la capacitat de controlar l'exèrcit, ja que Deng Xiaoping era el president de la Comissió Militar Central i tenia la capacitat de declarar la llei marcial. Els ancians del partit van creure que les protestes duradores eren una amenaça a l'estabilitat del país. Els manifestants van ser considerats pel govern com una eina dels partidaris del «liberalisme burgès», que estarien movent les cordes en l'ombra, i com eines de membres del Partit que cercaven satisfer les seues ambicions personals.

## La dissolució
Encara que el govern xinès va declarar la llei marcial el 20 de maig, van continuar les manifestacions. La vaga de fam anava per la tercera setmana, i el Govern va decidir acabar amb l'assumpte abans que es produïren morts. Després d'una deliberació entre els líders del Partit Comunista, es va ordenar l'ús de la força militar per a resoldre la crisi, i Zhao Ziyang va ser despullat del lideratge polític com a resultat del seu suport als manifestants. El Partit Comunista va decidir detenir la situació abans que anara més lluny.
Els soldats i tancs de les divisions 27 i 28 de l'Exèrcit Popular d'Alliberament van ser enviats per a prendre control de la ciutat. Encara que el Govern va ordenar a tots els civils de Pequín que romangueren en les seues cases mitjançant emissions de televisió i megafonia, els advertiments no van ser presos en consideració, i molts manifestants pacífics van ser atacats pels soldats; la violència exercida va tenir com a resultat la mort de diversos centenars de persones.
Els ciutadans van construir barricades amb autobusos per alentir el progrés dels tancs, però la plaça va quedar buida en la nit del 4 de juny, per decisió dels manifestants. El combat va continuar en els carrers que envoltaven la plaça, amb els manifestants avançant repetidament cap a les tropes armades de l'Exèrcit Popular d'Alliberament, que va respondre amb foc automàtic. Molts ciutadans ferits van ser posats fora de perill per conductors de rickshaws que es van aventurar en terra de ningú entre els soldats i la multitud i van dur als ferits als hospitals.
L'eliminació de la protesta es va veure simbolitzada en els mitjans de comunicació occidentals per la fotografia d'un manifestant solitari, presa el 5 de juny, dempeus enfront d'una columna de tancs, detenint el seu avanç. L'home va continuar dempeus desafiador enfront dels tancs durant mitja hora abans de ser expulsat del lloc. A pesar dels esforços, fins al dia d'avui els mitjans de comunicació occidentals han estat incapaços d'identificar a la figura solitària. La Revista Time el va triar com una de les cent persones més influents del segle xx. Poc després de l'incident, el diari britànic Sunday Express el va identificar com Wang Weilin, un estudiant de dinou anys; no obstant això, la veracitat d'aquesta identificació és dubtosa. Bruce Herschensohn, assistent especial del president dels Estats Units Richard Nixon i membre de l'equip de Ronald Reagan va assegurar que va ser afusellat catorze dies després de la revolta. Jan Wong va escriure que aquest home segueix amb vida i s'oculta en una àrea rural de la Xina. William Bell, escriptor canadenc, assegura, en canvi, que el seu nom era Wang Aimin i va ser executat el 9 de juny.
En la mateixa plaça va haver-hi un debat entre els qui, com Han Dongfang, desitjaven retirar-se pacíficament, i els qui, com Chai Ling, desitjaven romandre en la plaça malgrat el risc que hi haguera un bany de sang. Els partidaris de la retirada van guanyar, i els manifestants van deixar la plaça. El govern de la República Popular de la Xina ha assegurat que no va morir ningú en la plaça, un fet que, d'acord amb els testimoniatges dels que van estar en la plaça, sembla tècnicament cert, però no parla de les baixes durant l'aproximació a la plaça. El nombre de morts i ferits continua sent un secret d'estat. Un funcionari no identificat de la Creu Roja xinesa va assegurar que va haver-hi 2.600 morts, 2.000 ciutadans ferits i que es va perdre contacte amb 400 soldats. D'acord amb les universitats, van morir 23 estudiants. El Comitè Central d'Associacions Autònomes de la Universitat de Tsinghua va parlar de 4.000 morts i 30.000 ferits. Chen Xitong, l'alcalde de Pequín, va informar 26 dies després dels esdeveniments que 36 estudiants i desenes de soldats van morir, ascendint fins a un total de 200 morts, i 3.000 civils i 6.000 soldats ferits.
Els reporters estrangers que estaven a Pequín van afirmar que havien mort almenys 3.000 persones. Es van crear algunes llistes de baixes a partir de fonts clandestines que parlaven de 5.000 morts. No obstant això, és interessant remarcar que els documents de l'NSA desclassificats en 1999 mostren que la intel·ligència nord-americana va estimar entre 180 i 500 la quantitat de morts. D'aquesta manera, les estimacions del govern xinès concorden amb l'estimació oficial nord-americana. Per altra banda, abans que el govern de Pequín restablira el control de les notícies en Xina per complet, una emissió en anglès des de Pequín va afirmar que havien mort almenys 3.000 estudiants. Al mateix temps, la Creu Roja xinesa va informar que el seu recompte havia arribat als 2.600 morts, i no parava d'incrementar-se. Atès que és impossible obtenir accés a informació objectiva a causa de la llei marcial, encara no s'han resolt les discrepàncies entre les diferents fonts.
Després de la dissolució de les protestes de Pequín el 4 de juny, aquestes van continuar en gran part de la Xina durant uns dies. El govern de la República Popular va ser incapaç de finalitzar aquestes protestes fora de Pequín sense la pèrdua d'un nombre significatiu de vides.

## Repercussions

### Detencions i purgues

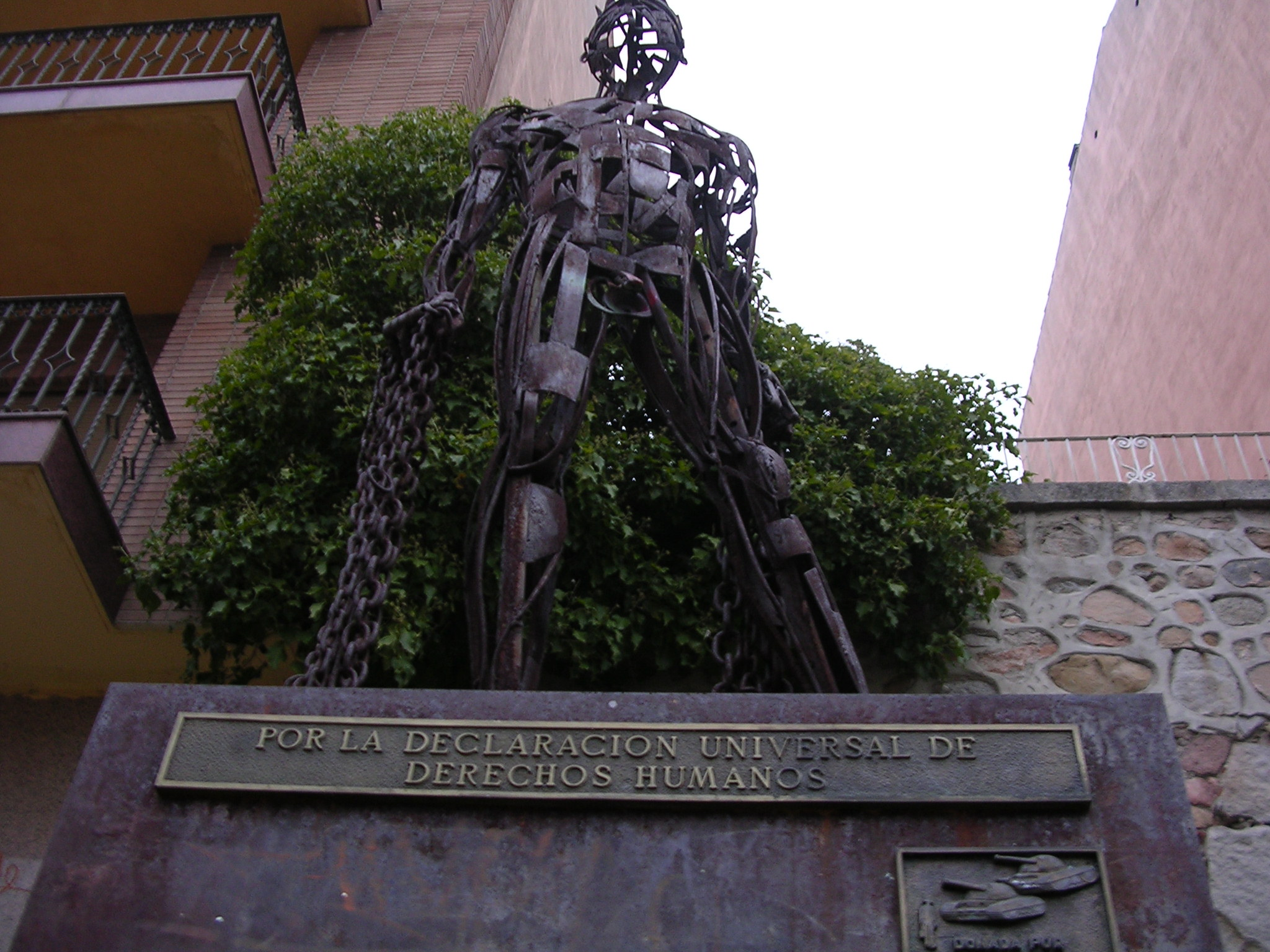
Estàtua erigida a Àvila per Amnistia Internacional en commemoració dels 10 anys dels fets.

Durant i després de la repressió de la protesta es van realitzar intents d'arrestar i perseguir als líders del Moviment Democràtic de la Xina, especialment a Wang Donen, Chai Ling i Wu'er Kaixi. Wang Donen va ser capturat i enviat a presó, i més tard se li va permetre emigrar als Estats Units. Wu'er Kaixi va escapar a Taiwan. En l'actualitat està casat i treballa com comentarista polític de la Televisió Nacional Taiwanesa. Chai Ling va escapar a França i més tard va recalar als Estats Units.
Els obrers que van ser arrestats a Pequín van ser jutjats i executats. En canvi, els estudiants, molts dels quals provenien de famílies relativament influents, van rebre sentències molt més suaus. Fins i tot Wang Donen, el líder estudiantil que encapçalava la llista dels més cercats, va acabar passant set anys a la presó, una xifra relativament xicoteta per als dissidents polítics en règims autoritaris.
En el Govern, Zhao Ziyang, que s'havia oposat a la llei marcial va ser expulsat del poder, i Jiang Zemin, en aquells dies l'alcalde de Xangai, que no va estar involucrat en els esdeveniments, va substituir-lo en el càrrec de President de la República Popular de la Xina. L'ascens de Jiang al poder s'ha interpretat sovint com una recompensa per part de Deng Xiaoping per la capacitat de Jiang para mantenir l'ordre en Xangai, que va contrastar amb el caos que es va apoderar de la capital. Els membres del Govern van preparar un informe de l'incident, que es va publicar a Occident el gener de 2001 amb el nom dels Documents de Tian'anmen, que dona el punt de vista del govern xinès sobre els manifestants i va ser proporcionat per una font anònima.
Els dos presentadors de la CCTV, la televisió central xinesa, que informaven el 4 de juny van ser acomiadats pocs dies després dels esdeveniments. Wu Xiaoyong, el fill d'un membre del Comitè Central del Partit Comunista de la Xina, i el Viceprimer Ministre Wu Xueqian, van ser expulsats del Departament de Programes en Anglès de la Ràdio Internacional Xinesa. Qian Liren, director del Diari del Poble, el periòdic del Partit Comunista de la Xina, va ser també expulsat a causa dels articles en suport als estudiants.